# CLEC12A
C-type lectin domain family 12 member A je protein, který je u lidí kódován genem CLEC12A.
Tento gen kóduje jednoho ze zástupců proteinové superrodiny obsahující proteinové domény  lektinů typu C. Členové této rodiny sdílí společnou proteinovou prostorovou strukturu a mají různé funkce,například se účastní buněčné adheze, mezibuněčné signalizace a role v zánětu a imunitní reakci. Protein kódovaný tímto genem je negativním regulátorem funkce granulocytů a monocytů. Bylo popsáno několik alternativně sestřižených transkripčních variant tohoto genu, ale úplná povaha některých variant nebyla stanovena.
CLEC12A, někde označovaný jako MICL, je inhibiční receptor lektinu typu C. Obsahuje inhibiční motiv ITIM ve své cytoplazmatické části, který dokáže asociovat s dalšími inhibičními signalizačními fosfatázami SHP-1 a SHP-2.
Existují dva typy, lidský (hMICL) a myší (mMICL). Lidský MICL je exprimován v podobě monomeru primárně na myeloidních buňkách, včetně granulocytů, monocytů, makrofágů a dendritických buněk.
Myší MICL je exprimován v podobě dimeru na granulocytech, monocytech, ale na rozdíl od lidského typu je exprimován i na povrchu B lymfocytů, lze jej také nalézt na povrchu NK buněk v kostní dřeni.

## Využití v imunoterapii
V imunoterapii akutní myeloidní leukémie (AML) se CLL-1 stává jedním z cílů kvůli jeho vysoké expresi v AML buňkách, zatímco v normálních hematopoetických kmenových buňkách chybí. CLL-1 je také exprimován na povrchu leukemických kmenových buněk (LSC), které mají schopnost neomezené sebeobnovy, produkce velkého množství leukemických buněk a jsou spojeny se vznikem relapsů.
Vědci pracují na mnoha typech terapie využívající CLL-1 jako vhodný cíl pro léčbu AML. Jedna z nich je vývoj bispecifických protilátek, jako je protilátka CD3/CLL-1, která dokáže přemostit molekuly CD3 a CLL-1. Tímto způsobem může přímo cílit nestimulované primární T buňky u pacientů proti rakovinným buňkám s CLL-1 na povrchu.
Dalším typem je vývoj CAR T lymfocytů specifických pro CLL-1 antigen. První testy in vitro již prokázaly účinnou a specifickou aktivitu vůči buněčným liniím AML, získaným přímo od pacienta. Stejně tak byl prokázán účinek na myším modelu.